# Achrioptera manga
Achrioptera manga — вид примарових комах родини Phasmatidae.

## Поширення
Вид мешкає у тропічних лісах на півночі Мадагаскару. Виявлений у Монтань-де-Франсе та Форе д'Оранжеа. Обидві території покриті сухими листяними лісами. Хоча обидва регіони раніше були під загрозою інтенсивних рубок, A. manga, ймовірно, не перебуває під загрозою зникнення, оскільки Монтань-де-Франсе стала охороною в 2016 році, а згодом і Форе д'Оранжеа.

## Опис
Описаний у 2019 році та виділений на підставі генетичних тестів, раніше вважався різновидом Achrioptera fallax. Самиці завдовжки до 23 см, самці до 15 см. Тіло синього кольору з жовтими плямами на кінцівках та крилах.